# Terastiomyia clavigera
Terastiomyia clavigera är en tvåvingeart som först beskrevs av Hardy 1958.  Terastiomyia clavigera ingår i släktet Terastiomyia och familjen borrflugor. Inga underarter finns listade i Catalogue of Life.